# Колиџдејл (Тенеси)
Колиџдејл (енгл. Collegedale) град је у америчкој савезној држави Тенеси.

## Демографија
По попису из 2010. године број становника је 8.282, што је 1.768 (27,1%) становника више него 2000. године.
| Група             | 2000.         | 2010.         |
| Белци             | 5.362 (82,3%) | 6.173 (74,5%) |
| Афроамериканци    | 334 (5,1%)    | 603 (7,3%)    |
| Азијати           | 196 (3,0%)    | 336 (4,1%)    |
| Хиспаноамериканци | 504 (7,7%)    | 1.027 (12,4%) |
| Укупно            | 6.514         | 8.282         |